# Фадєєв Михайло Олександрович
Михайло Олександрович Фадєєв (11 жовтня 1971, м. Москва, СРСР) — радянський/український хокеїст, нападник. 
Вихованець хокейної школи «Сокіл» (Київ). Виступав за ШВСМ (Київ), «Сокіл» (Київ), «Літвінов», «Дукла» (Їглава), «Спартак» (Москва), «Беркут» (Київ), МХК «Мартін», ЦСКА (Москва), «Вайсвассер», ХК «Гомель», «Дніпровські Вовки», АТЕК (Київ), «Компаньйон-Нафтогаз» (Київ).
В чемпіонатах Чехії — 70 матчів (18+14), у плей-оф — 10 матчів (1+1).
У складі національної збірної України (1993—1995) провів 17 матчів (16+10); учасник чемпіонатів світу 1993 (група C), 1994 (група C) і 1995 (група C).
Досягнення
- Чемпіон України (2007)
- Чемпіон СЄХЛ (2001)
- Срібний призер чемпіонату Чехії (1996).